# Juliana González
Juliana González Valenzuela (Ciudad de México, 19 de septiembre de 1936) es una filósofa mexicana. Ha recibido los nombramientos de Profesora emérita, investigadora nacional emérita y doctora honoris causa por parte de la Universidad Nacional Autónoma de México (UNAM).
Recibió el Premio Nacional de Ciencias y Artes en el área de Filosofía y Ciencias Sociales. Fue nombrada académico honorario en la Academia Mexicana de la Lengua el 13 de agosto de 2015. Fue directora de la Facultad de Filosofía y Letras de 1990 a 1998 y Miembro de la Junta de Gobierno de la UNAM de 1998 a 2006. Actualmente forma parte del consejo consultivo de la Comisión Nacional de Derechos Humanos, del Consejo Consultivo de Ciencias de la Presidencia de la República, de la Comisión Nacional de Bioética y la Comisión Nacional de Arbitraje Médico. 
Ha sido electa miembro del Colegio de México y del Instituto Nacional de Medicina Genómica. Recientemente fue reconocida como miembro titular del Institut International de Philosophie con sede en París, Francia.

## Biografía académica
Nació en 1936 en la Ciudad de México. Realizó sus estudios universitarios en la Facultad de Filosofía y Letras (FFyL) de la Universidad Nacional Autónoma de México (UNAM) donde recibió una amplia formación humanística tanto en filosofía como en literatura, psicología, teatro e historia. La época en que realizó sus estudios fue un periodo de florecimiento intelectual debido principalmente a la presencia de los Maestros del Exilio Español emigrados a México desde 1939 al término de la Guerra Civil Española. Los maestros del exilio español fueron una gran influencia para la filósofa, particularmente el filósofo catalán Eduardo Nicol, de quien fue su discípula y fue miembro de su Seminario de Metafísica por más de 20 años; al mismo tiempo que realizaba en el campo de la ética sus propias búsquedas filosóficas. Como licenciada, participó en la apertura de la cátedra extraordinaria maestros del exilio español, que fue iniciada el 19 de octubre de 1992.
Inició su carrera como catedrática en la FFyL en 1968. En la licenciatura impartió los cursos de Filosofía Griega, Metafísica y Ética. En el Posgrado dictó varios seminarios de investigación de Metafísica, de Ética, y de Bioética. Como parte de su labor formativa ha dirigido 45 tesis (23 de licenciatura y 22 de posgrado); algunos de sus alumnos ahora son profesores o investigadores de diversas universidades y centros educativos. Durante su periodo como directora de la Facultad de Filosofía y Letras promocionó el diálogo interdisciplinario, lo que le llevó a abrir varios seminarios en los que se abrían espacios para el diálogo entre distintas disciplinas, algunos de ellos fueron los seminarios de Bioética, estudios mesoamericanos y filosofía de la ciencia, éstos fueron aprobados por el congreso universitario en 1993, comenzando a funcionar en 1994. El seminario de filosofía de la ciencia siendo coordinado por Ambrosio Velasco. 

## Ideas filosóficas y obra escrita
Juliana González ha publicado 23 libros, 7 de su autoría y ha coordinado y participado en 16. Asimismo ha publicado 74 capítulos de libros y 60 artículos en revistas especializadas.
Como discípula del filósofo catalán Eduardo Nicol, Juliana González ha dedicado numerosos escritos al estudio y difusión del pensamiento metafísico y humanístico de este autor: un libro titulado La metafísica dialéctica de Eduardo Nicol (1981); ha coordinado, además, tres libros: El ser y la expresión. Homenaje a Eduardo Nicol (1990), Eduardo Nicol. La filosofía como razón simbólica (1998 México), Eduardo Nicol (1998 España);  y 16 capítulos de libros y varios artículos en revistas especializadas. En la obra de Juliana González, la filosofía de Nicol ha sido un punto de partida, pues, es a partir de la separación de las culturas humanístico-filosófica y la científico-tecnológica, señalada por Nicol, que Juliana comienza a pensar en la necesidad de una refundamentación de la ética y del humanismo. Sin embargo, es a partir de esto que formula su crítica al maestro; cuando Nicol ve en la tecnocracia un fenómeno fuera del control de las formas humanas, Juliana la describe como una de las formas más brutales de control que sigue estando en manos de los hombres, por lo que es posible el resurgimiento de una rehumanización. Otro aspecto en que la influencia de Nicol es notoria, es la inclusión de campos que hoy día parecen ajenos a la filosofía.
Su obra filosófica se ha centrado, principalmente, en la búsqueda de una refundamentación de la ética y del humanismo que responda al saber y a las necesidades de nuestro tiempo. Esta indagación ha llevado a Juliana González a adentrase en algunas de las corrientes filosóficas y científicas que han puesto en crisis los fundamentos de las concepciones de la realidad, de la vida y de la naturaleza humana, así como de los valores que han prevalecido en la tradición occidental. Juliana González ha hecho suya la convicción de que toda posible superación histórica exige una vuelta a los orígenes de la filosofía. Desde su perspectiva,  es necesario un permanente diálogo con los griegos que constituyen las fuentes imprescindibles para el propósito renovador de la filosofía primera, el humanismo y la ética, particularmente con Heráclito, Sócrates y Platón, de quienes se ha ocupado en varias de sus publicaciones, en especial en tres de sus libros: Ética y Libertad (1989); El ethos, destino del hombre (1996); y El Poder de Eros. Fundamentos y valores de ética y bioética (2000). 
Desde sus primeras investigaciones, entró de lleno al estudio de los problemas ontológicos acerca del ser del hombre, la libertad, la temporalidad, la comunicación interhumana, planteados por la filosofía existencial, señaladamente, la de Heidegger y Sartre, así como por la correlativa literatura existencialista de la época. Estos estudios dieron lugar a su tesis de maestría en filosofía y a diversos ensayos incluidos en algunos de sus libros, particularmente Ética y Libertad. Y aun cuando mantiene una posición crítica frente a los desenlaces aporéticos del existencialismo (en gran medida determinantes del oscurecimiento en esas décadas de la ética), el giro fenomenológico hacia la existencia temporal y libre del hombre que lleva a cabo la ontología existencial es expresamente considerado por Juliana González como un paso histórico irreversible, punto de partida ineludible para toda ontología y toda ética futuras.
Juliana González ha buscado el fundamento filosófico de la condición ética del hombre y de la libertad en la propia naturaleza humana, desde una concepción inmanente del hombre y haciendo una crítica de las concepciones dualistas que –desde su perspectiva filosófica- son insostenibles. Asimismo para la filósofa no sería posible la ética sin el libre albedrío, en este sentido realizó un estudio filosófico de este tema desde los griegos hasta pensadores como Spinoza y escritores como Dostoievski y Kafka que considera cruciales para la ética, estudio que se convirtió en el libro Ética y libertad. Sus investigaciones de la fundamentación filosófica de la ética y de los valores también están plasmados en los libros El ethos destino del hombre y El poder de eros. Fundamentos de ética y bioética. 
Por lo que se refiere a la obra El ethos, destino del hombre, Juliana González propone una fundamentación humanista de la ética reconociendo en la tradición del humanismo una implícita ontología del hombre capaz de dar razón de la condición ética y axiológica. Uno de los aportes de esta obra es superar la escisión entre el reino del ser y del valor.
En El poder de Eros. Fundamentos y valores de ética y bioética, la autora  propone una visión integradora, no excluyente, de los hechos morales y humanos en general. En esta obra se profundiza en el tema del eros como raíz vital de la ética y como vía para entender la naturaleza humana con categorías que explican la ambigüedad, la temporalidad y la constitutiva eticidad del ser humano. Es, en suma, una ética de la conciliación interna del individuo consigo mismo y con el mundo. En la segunda parte del libro se abordan cuestiones de bioética y del presente y del porvenir de la condición humana. Las tesis principales que sostiene sobre la bioética son su carácter filosófico y laico, su fundamento ontológico, centrado en la naturaleza humana, la universalidad de los criterios humanísticos, la relatividad de las decisiones morales y su carácter “prudencial”, así como la necesidad de una comprensión interdisciplinaria de las cuestiones bioéticas.
Por otro lado, para Juliana González son tres los principales pensadores de la sospecha que contribuyeron a la crisis de la ética: Marx, Nietzsche y Freud.
En otro contexto histórico y cultural, bien lejano y distinto del platónico, Juliana González se reencuentra con el símbolo mítico de Eros: en el pensamiento de Freud. Y es justamente el estudio de "la revolución de la cultura" que trajo consigo el psicoanálisis freudiano, otro de sus focos de atención imprescindible para el tema de la crisis contemporánea de la ética. En su libro El malestar en la moral; Freud y la crisis de la ética (1986), se propone una lectura filosófica de la obra freudiana destacando, por un lado, los aspectos que contribuyen a poner en tela de juicio la significación de la cultura y con ella de la moralidad; y, por otro, el significativo momento en el que Freud identifica con el símbolo mítico de Eros las originarias pulsiones de vida que, en contraposición a las también originarias pulsiones de muerte (Tánatos) define como impulsos radicales hacia la unión y la creación de nuevos estados de vida. Las pulsiones eróticas son entonces, para la autora, susceptibles de interpretarse como el fundamento de la condición ética del hombre.
Para Juliana González no se puede prescindir de la experiencia nietzscheana en el análisis de las cuestiones éticas, pues afirma que el pensamiento de Nietzsche ha sido determinante para la crisis de la ética y, al mismo tiempo, para la apertura de nuevos horizontes de valor, como lo destaca en su libro El héroe en el alma. Tres ensayos sobre Nietzsche (1994). 
Otros ámbitos en el que centra su interés son los temas y problemas de ética médica en particular y bioética en general. Ámbitos que abordará desde una perspectiva filosófica, laica e interdisciplinaria, desde la convergencia entre las biociencias y las humanidades. Esta perspectiva incluye las cuestiones de orden práctico, teórico y cognoscitivo, entre ellos los derivados por los nuevos conocimientos de las ciencias de la vida, particularmente la genómica y las neurociencias. Juliana González muestra que algunos de estos nuevos descubrimientos pueden poner en crisis las concepciones del hombre cifradas en la libertad y con ello su condición ética. En este sentido, lo primordial para la filósofa, no son tanto los principios y normas de bioética destinados a orientar el hacer científico y tecnológico, sino el impacto que tienen los nuevos conocimientos científicos y los nuevos poderes tecnológicos sobre las concepciones tradicionales de la vida, y más aún, sobre las propias realidades humanas y las formas concretas de vida, individual y social.
Juliana González ha realizado una investigación ética y filosófica de la revolución genética, estudio que dio lugar a la publicación de su más reciente libro Genoma humano y Dignidad humana (2005). Este libro expresa su asombro filosófico ante los hechos que revela la genética molecular (en particular la manifestación  de la continuidad de la vida en el ADN); además de realizar un amplio análisis crítico de los problemas ontológicos decisivos para la cuestión de la dignidad (libertad) humana que plantean tanto el determinismo como la manipulación genética, así como el uso que puede hacerse del conocimiento del genoma de las personas y de las poblaciones. Juliana González hace un llamado de atención hacia todos aquellos datos, también emanados de la genómica, que permiten superar el carácter absoluto del determinismo y con ello el poder determinante del entorno y de la dimensión epigenética de la vida humana.
En su más reciente libro Diálogos de Bioética, hace un recuento de los avances que ha presentado la investigación genómica en su primera parte, en la segunda parte trata de cómo la ética debe considerar dichos avances. El interés principal de este libro se centra en el avance de la bioética como disciplina que por definición unifica la vida y los valores, y por ello, desde la cual es posible la refundamentación de la ética buscada por la autora. Es en la bioética que es posible trazar el nuevo horizonte de la libertad y cultura humana, pero, de manera empíricamente verificable. Es en este, su último libro, donde se ocupa de la "tarea trascendental de repensar la vida y su valor"
Juliana González fundó en 1998 el Seminario de Investigaciones Éticas que se transformó en el 2002 el Seminario de Ética y Bioética, y en el 2009 en el actual Seminario de Investigación de Ética y Bioética (SIETyB) de la UNAM. Este Seminario realiza investigaciones colectivas de carácter multi e interdiscipinario que han dado como resultado libros colectivos (uno de ellos es Diálogos de Bioética)  en los que participan biólogos, genetistas, historiadores, neurobiólogos, psicólogos, filósofos, biotecnólogos, médicos, literatos, juristas, ecólogos, economistas, etc. El SIETyB ha publicado los siguientes libros: Dilemas de bioética, Perspectivas de Bioética, Filosofía y ciencias de la vida y un cuarto libro de próxima aparición, en dos volúmenes, titulado Repensar la vida y su valor. Diálogos entre ciencias y filosofía. En ellos colaboran los miembros del Seminario y otros especialistas invitados de México y el extranjero.

## Obra
- La metafísica dialéctica de Eduardo Nicol (1981)
- El malestar en la moral. Freud y la crisis de la ética (1986)
- Ética y libertad (1989)
- El héroe en el alma (1996)
- El Ethos, destino del hombre (1996)
- El poder de Eros (2001)
- Genoma humano y dignidad humana (2005)
- Diálogos de Bioética (2013)

## Premios y distinciones
- Doctora Honoris Causa por la Universidad Nacional Autónoma de México (UNAM)
- Profesora Emérita de la Facultad de Filosofía y Letras de la UNAM
- Investigadora Emérita del Sistema Nacional de Investigadores
- Premio Nacional de Ciencias y Artes en al área de Historia, Ciencias Sociales y Filosofía
- Premio Universidad Nacional en Investigación en Humanidades
- Académico honorario en la Academia Mexicana de la Lengua
- Premio Internacional Eulalio Ferrer 2020-2021[9]